# Li Xifan
Li Xifan (chinês: 李希凡, Wade–Giles: Li Hsi-fan; 11 de dezembro de 1927 - 29 de outubro de 2018) foi um estudioso literário e vermelhologista chinês. Tornou-se nacionalmente famoso em 1954, quando sua crítica do reverenciado vermelhologista Yu Pingbo foi elogiada por Mao Tsé-Tung, que aproveitou a oportunidade para lançar uma campanha para criticar as ideias de Yu e Hu Shih. Mais tarde, Li serviu como editor de longa data do "Diário do Povo" e vice-presidente da Academia Nacional de Artes da China.

## Infância e educação
Li nasceu em 11 de dezembro de 1927 em Distrito de Tongzhou, Pequim, com sua casa ancestral em Shaoxing, Zhejiang. Seu nome foi originalmente escrito como Li Xifan (李锡范), e seu nome de cortesia foi Choujiu (畴九).
Quando ele tinha vinte anos, Li mudou-se para Qingdao, Província de Shandong, onde trabalhou como assistente de seu cunhado Zhao Jibin (赵纪彬), um professor da Universidade de Shandong. Li foi posteriormente admitido na universidade e se formou em seu departamento chinês em 1953.

## Carreira
Li continuou seus estudos na escola de pós-graduação da Universidade Renmin da China, e enquanto estudante lá, em setembro de 1954, Li e seu amigo Lan Ling (蓝翎) publicaram sua crítica a um artigo sobre "O Sonho da Câmara Vermelha" escrito pelo reverenciado vermelhologista Yu Pingbo. Chamou a atenção de Mao Tsé-Tung, que elogiou sua coragem por atacar uma autoridade estabelecida. Após a carta de Mao, em 16 de outubro, circular entre as principais lideranças da China, a mídia chinesa começou uma campanha elogiando os "pequenos", como Li e Lan, enquanto criticavam "autoridades" como Yu Pingbo.
O elogio de Mao elevou Li e Lan à fama nacional, e logo foram transferidos para o trabalho no "Diário do Povo", o porta-voz do Partido Comunista da China. No entanto, quando Li criticou o romance "Uma Nova Chegada no Departamento de Organização" por jovem autor Wang Meng, em 1956, ele próprio foi criticado por Mao e teve que fazer uma autocrítica.
Em 1965, a esposa de Mao, Jiang Qing, pediu a Li que escrevesse uma crítica política à peça de Wu Han, "Hai Rui Demitido do Escritório", e Li recusou. A peça foi escrita em última análise por Yao Wenyuan (mais tarde uma das "Camarilha dos Quatro"), que se tornou um tiro de abertura da Revolução Cultural. Por sua falta de cooperação, Li foi mais tarde perseguido e enviado para se submeter à "reforma do trabalho". Enquanto trabalhava no campo de trabalho, ele passava as noites escrevendo dois livros analisando os trabalhos de Lu Xun. No entanto, quando Jiang Qing foi presa após o fim da Revolução Cultural, Li foi novamente enviada para o campo de trabalho por suas correspondências com ela
Li voltou a trabalhar no Diário do Povo. Em 1986, ele foi convidado por Wang Meng, o autor que ele havia criticado 30 anos antes, que agora foi um ministro da Cultura da China, para servir como vice-presidente executivo da Academia Nacional de Artes da China. Li expressou gratidão pela magnanimidade de Wang e serviu na posição pelos próximos dez anos. Ele também serviu como editor-chefe de duas grandes obras, O Grande Dicionário do Sonho da Câmara Vermelha (红楼梦大辞典) e o monumental História Geral da Arte Chinesa (中华艺术通史) de 14 volumes.

## Vida pessoal
Li era casado com Xu Chao (徐潮). Eles tiveram duas filhas, Li Meng (李萌) e Li Lan (李蓝). Li Meng também foi um vermelhologista, que foi o co-autor do livro de Li Xifan Comentário sobre os personagens do sonho da câmara vermelha (红楼梦人物论). A esposa de Li Xifan morreu em 2012, e quando Li Meng também morreu três meses depois, sua família escondeu a notícia dele por mais de três anos.
Li morreu em sua casa em Pequim em 29 de outubro de 2018, aos 90 anos.